# Улица Маяковского (Симферополь)
Улица Маяковского — улица в Центральном районе Симферополя. Названа в честь русского советского поэта Владимира Маяковского (1893—1930). Общая протяжённость — 710 м.

## Расположение
Улица берёт начало у перекрёстка улиц Калинина и Толстого. Пересекается с переулком Маяковского, улицами Желябова и Жуковского. Заканчивается на перекрёстке с улицей Павленко и Пионерским переулком. Общая протяжённость улицы Маяковского составляет 710 метров.

## История
Первоначально улица называлась Внешней, поскольку являлась фактической юго-западной окраиной Симферополя. В 1930-е годы улица была переименована в честь Владимира Маяковского.
Во время немецкой оккупации в 1941—1944 носила название Стадионная (нем. Stadion strasse).
К 1983 году на улице значились ряд дореволюционных построек, арматурный завод, велотрек и областной совет добровольного спортивного общества «Авангард».
Велотрек, открытый в 1894 году, был одним из первых на территории Российской империи. В 1950-е годы земляное покрытие велотрека было заменено на бетонное. Арена принимала международные, всесоюзные и всеукраинские соревнования. В 2007 году трек был демонтирован. На его месте планировалось выстроить новый спорткомплекс с гостиницей. После аннексии Крыма Российской Федерацией новые власти города передали территорию под строительства здания суда.
Ранее мощение части улицы было выполнено из брусчатки. В 2018 году был начат ремонт асфальтового покрытия стоимостью 14,4 миллиона рублей.
Улица Маяковского является одной из важных городских магистралей, в результате чего в районе фиксируются одни из самых худших в Симферополе показателей содержания вредных веществ в воздухе.